# Chants zazous
Pour les articles homonymes, voir Zazou (homonymie).
Albums de Richard Gotainer
Grands succès
(1981) Poil à la pub
(1985)
Chants zazous est le troisième album studio de Richard Gotainer. Toujours sur des musiques de Claude Engel. Il est sorti en 1982 et est le premier sorti chez Virgin. L'album sera certifié disque d'or.

## Titres
| No  | Titre                                   | Durée |
| --- | --------------------------------------- | ----- |
| 1.  | Le Mambo du décalco                     | 3:30  |
| 2.  | La Ballade de l'obsédé                  | 3:36  |
| 3.  | Zazou                                   | 3:57  |
| 4.  | Trois vieux papis                       | 4:03  |
| 5.  | Capitaine Hard-rock                     | 3:57  |
| 6.  | Les Quatre saisons                      |       |
| 6a. | - Chlorophylle Est De Retour : Prologue | 0:57  |
| 6b. | - Avant De Voir Ses Yeux : Le Printemps | 3:03  |
| 6c. | - Youpi Youpi Youpi : L'Eté             | 3:21  |
| 6d. | - La Photo Qui Jaunit : L'Automne       | 2:45  |
| 6e. | - Elle Est Partie Avec Robert : L'Hiver | 4:09  |
| 6f. | - A Guegue : Point D'Exclamation        | 0:30  |
| 6g. | - Le Renouveau : Epilogue               | 0:48  |

## Singles
- 1982 : Le Mambo du décalco / La Ballade de l'obsédé
- 1982 : Youpi, c'est l'été / Elle est partie avec Robert
- 1982 : Trois vieux papis / Capitaine Hard Rock

## Crédits
- Paroles : Richard Gotainer
- Musique : Claude Engel